# Лестель-де-Сен-Мартори
Лесте́ль-де-Сен-Мартори́ (фр. Lestelle-de-Saint-Martory, окс. Era Estela de Sent Martòri) — коммуна во Франции, находится в регионе Юг — Пиренеи. Департамент — Верхняя Гаронна. Входит в состав кантона Сен-Мартори. Округ коммуны — Сен-Годенс.
Код INSEE коммуны — 31296.

## География
Коммуна расположена приблизительно в 650 км к югу от Парижа, в 70 км к юго-западу от Тулузы.
По территории коммуны протекает река Гаронна.

## Климат
Климат умеренно-океанический. Зима мягкая и снежная, весна характеризуется сильными дождями и грозами, лето сухое и жаркое, осень солнечная. Преобладают сильные юго-восточные и северо-западные ветры.

## Население
Население коммуны на 2010 год составляло 445 человек.
| 1962 | 1968 | 1975 | 1982 | 1990 | 1999 | 2010 |
| ---- | ---- | ---- | ---- | ---- | ---- | ---- |
| 437  | 417  | 394  | 388  | 356  | 378  | 445  |

## Администрация
| Период | Период | Фамилия        | Партия                              | Примечания                           |
| ------ | ------ | -------------- | ----------------------------------- | ------------------------------------ |
| 1995   | 2008   | Жан-Пьер Бонне | Французская коммунистическая партия |                                      |
| 2008   | 2020   | Жан-Луи Дена   |                                     | 1-й вице-президент сообщества коммун |

## Экономика
В 2010 году среди 275 человек трудоспособного возраста (15—64 лет) 205 были экономически активными, 70 — неактивными (показатель активности — 74,5 %, в 1999 году было 71,6 %). Из 205 активных жителей работали 179 человек (93 мужчины и 86 женщин), безработных было 26 (12 мужчин и 14 женщин). Среди 70 неактивных 16 человек были учениками или студентами, 31 — пенсионерами, 23 были неактивными по другим причинам.

## Достопримечательности
- Церковь Св. Архангела Михаила

## Фотогалерея

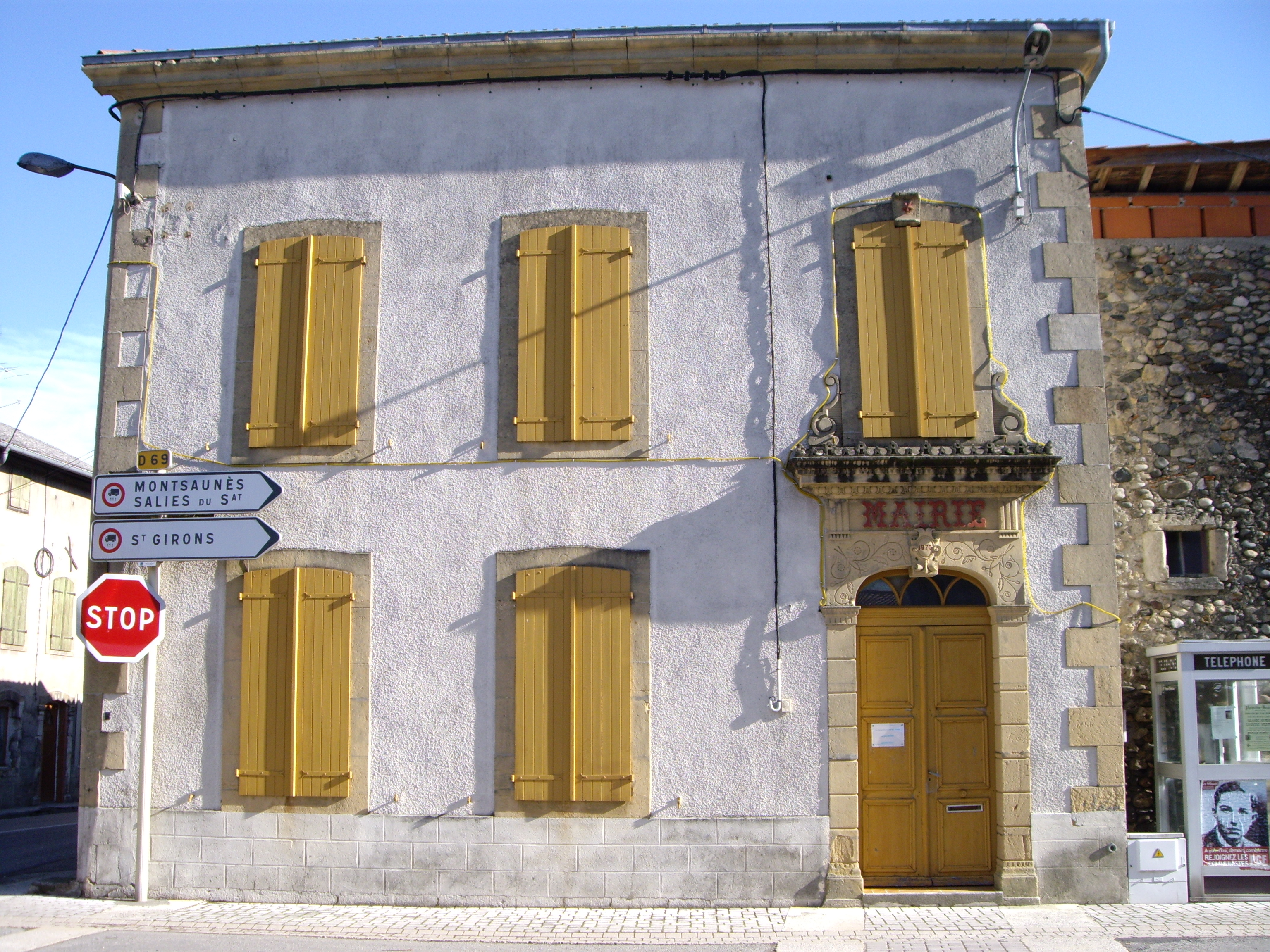
Мэрия
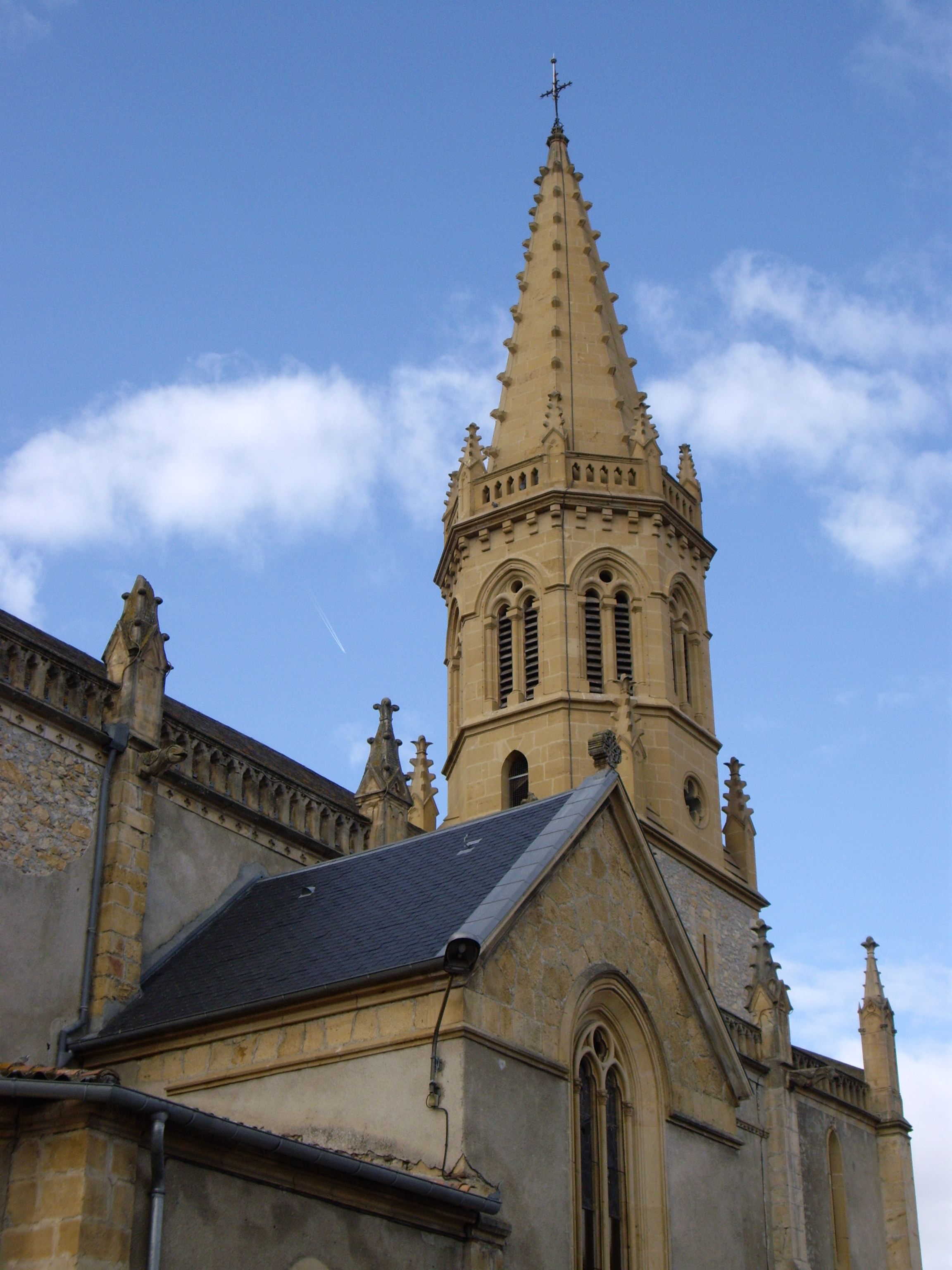
Церковь Св. Архангела Михаила
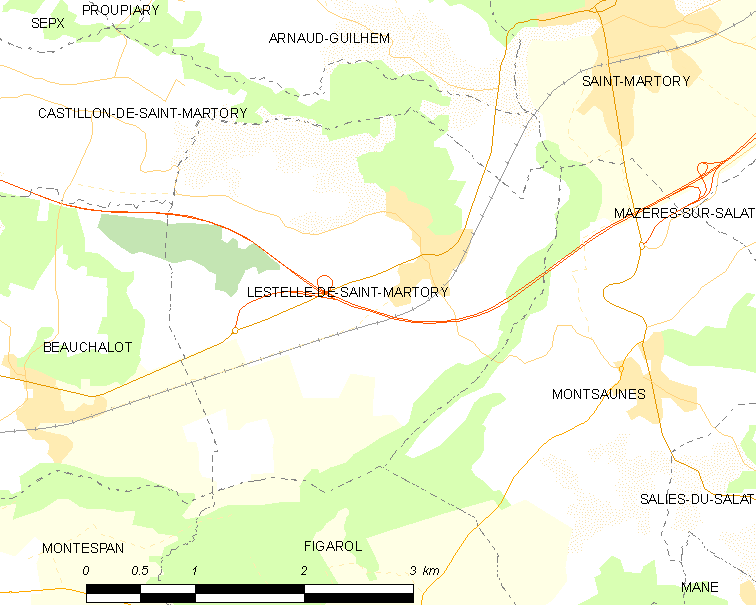
Карта коммуны